# Chen Ling (Eishockeyspieler)
Chen Ling (chinesisch 陈凌, Pinyin Chén Líng; * 17. Juni 1991) ist ein ehemaliger chinesischer Eishockeyspieler, der zuletzt bei KRS Heilongjiang in der Wysschaja Hockey-Liga unter Vertrag stand.

## Karriere
Chen Ling begann seine Karriere als Eishockeyspieler bei China Dragon, für dessen Profimannschaft er ab 2010/11 in der multinationalen Asia League Ice Hockey auf dem Eis stand. Als die Mannschaft 2017 aufgelöst wurde, verpflichtete ihn der neu gegründete KRS Heilongjiang, der in der Wysschaja Hockey-Liga spielt. Dort beendete er 2018 seine Vereinskarriere.

### International
Für China nahm Chen Ling im Juniorenbereich an der U18-Junioren-Weltmeisterschaft der Division III 2007, der Division II 2008 und 2009 sowie der U20-Junioren-Weltmeisterschaft der Division II 2008 und 2009 teil.
Mit der Herren-Nationalmannschaft spielte der Angreifer bei den Weltmeisterschaften der Division II 2011, 2012, 2013, 2014, 2015, 2016, 2017, als er zum besten Spieler seiner Mannschaft gewählt wurde, und 2019. Zudem vertrat er seine Farben bei den Winter-Asienspielen 2011 und 2017.

## Erfolge und Auszeichnungen
- 2007 Aufstieg in die Division II bei der U18-Junioren-Weltmeisterschaft der Division III
- 2015 Aufstieg in die Division II, Gruppe A, bei der Weltmeisterschaft der Division II, Gruppe B
- 2017 Aufstieg in die Division II, Gruppe A, bei der Weltmeisterschaft der Division II, Gruppe B

## Asia-League-Statistik
(Stand: Ende der Saison 2016/17)